# Aufruf an die Europäer
Der Aufruf an die Europäer war ein zu Beginn des Ersten Weltkriegs veröffentlichter Appell an den europäischen Zusammenhalt. Sein Verfasser war der deutsche Arzt und Pazifist Georg Friedrich Nicolai. 

## Geschichte
Im Oktober 1914 veröffentlichten deutsche Intellektuelle ihr Manifest der 93, in dem sie als Vertreter deutscher Wissenschaft und Kunst die Welt der Lüge über die deutsche Kriegsführung bezichtigten, eine „Hetze von Mongolen und Neger auf die weiße Rasse“ beklagten und den deutschen Militarismus als Schutz der deutschen Kultur verteidigten. Wenige Tage später schrieb Georg Friedrich Nicolai als Gegenschrift seinen Aufruf an die Europäer.

## Inhalt
Darin führt er aus, dass Technik und Verkehr zu einer „gemeinsamen Weltkultur“ drängen. Die Welt sei „durch die Technik kleiner geworden“, Europa stelle bereits eine Einheit dar. Der gegenwärtige Krieg und die „nationale Leidenschaft“ unterbreche diese „zahlreichen gemeinschaftlichen Bande“. Die „gebildeten und wohlwollenden Europäer“ seien zu dem Versuch verpflichtet, den Untergang dieses Europas durch einen „Bruderkrieg“ zu verhindern. Der gegenwärtige Kampf werde „wohl kaum einen Sieger, sondern wahrscheinlich nur Besiegte zurücklassen“. In hellseherisch anmutender Vorwegnahme der Wirkung des Versailler Vertrags fordert Nicolai: Es müsse verhindert werden, dass „die Bedingungen des Friedens nicht die Quelle künftiger Kriege werden“. Und Jahrzehnte vor der Bildung der Europäischen Gemeinschaft urteilt er:  Nun sei „die Zeit da, in der Europa als Einheit auftreten muß, um seinen Boden, seine Bewohner und seine Kultur zu schützen“. Wenn diejenigen, die schon Goethe gute Europäer genannt habe, erst einmal zusammenkommen, wolle man versuchen, einen „Europäerbund zusammenzurufen“. Der Aufruf schließt:

„Wir bitten Sie, falls Sie uns Gesinnungsgenosse und gleich uns entschlossen sind, dem europäischen Willen einen möglichst weitreichenden Widerhall zu verschaffen, Ihre Unterschrift zu senden.“

Nicolai verschickte den Text privat per Post an zahlreiche Wissenschaftler, Politiker und Künstler. Er fand bei ihnen zwar vielfach freundliche Zustimmung, aber nahezu alle Zustimmenden verweigerten schließlich aus formalen oder prinzipiellen Bedenken die Veröffentlichung ihrer Namen. Lediglich Albert Einstein, Otto Buek und Wilhelm Foerster (der kurz zuvor noch das Manifest der 93 unterzeichnet hatte) stimmten dem zu. Daher unterblieb die geplante unmittelbare Veröffentlichung des Aufrufs in Deutschland. Stattdessen wurde er erstmals 1917 in Nicolais Buch Die Biologie des Krieges in Zürich veröffentlicht. 

## Weiteres
- Die Gegenseite lässt im Oktober 1914 die Erklärung der Hochschullehrer des Deutschen Reiches folgen, die den deutschen Militarismus rechtfertigt.